# Nicke (seriefigur)
Nicke (Fantasio i original) är en bifigur i serierna Spirou och Gaston. Figuren Nicke skapades 1944 av Jijé. Utseendet var ursprungligen inspirerat av sonen Alexander i serien Blondie.

## Förekomst

### Nicke i serien Spirou
Nickes roll i Spirou är jämförbar med Spirous – serien heter också Spirou et Fantasio i original.

### Nicke i Gaston
I Gaston hade Nicke ursprungligen en av de större rollerna såsom redaktör på Spirouförlaget och som huvudpersonens främste antagonist, men han lämnade serien i samband med att Franquin slutade teckna Spirou. Serieskaparen Franquin ångrade enligt egen utsago att han låtit Nicke få den roll han hade i Gaston, eftersom Nickes karaktär i denna serie är så olik hans karaktär i serien Spirou.

## Aktiviteter

### Nicke som uppfinnare
Nicke ägnar stor del av sin fritid åt tänka ut och framställa fantastiska uppfinningar. I Spiroualbumet Spirou och arvingarna uppfinner Nicke enmansflygmaskinen Fantakoptern, eller Nickokoptern som den också kallas i svensk översättning (Mannen som inte ville dö).

#### Nicke som journalist
Nicke är journalist. Franquins första längre berättelse Roboten Rupert inleds med att Spirou följer med Nicke på en reportageresa. I De svarta hattarna är både Spirou och Nicke journalister. Nicke får senare, i Noshörningens horn, konkurrens av den kvinnliga reportern Sickan. Många äventyr har sin upprinnelse i att Nicke har ett journalistiskt uppdrag.

## Familj
Nicke har en ondskefull kusin, Ricke.

## Nicke på andra språk
- Danska: Kviks
- Finska: Fantasio
- Norska: Kvikk
- Nederländska: Kwabbernoot
- Tyska: Fantasio